# Leo Häppölä
Leo Kustaa Häppölä, född 1 februari 1911 i Tuulos, död 3 juli 1998 i Tuulos, var en finländsk jordbrukare och politiker (Agrarförbundet/Centern). Han var riksdagsledamot från Tavastehus läns södra valkrets 1951–1970.
Häppölä var Finlands försvarsminister i regeringen Sukselainen II från januari 1959 till juli 1961.
År 1966 fick Häppölä hederstiteln kommunalråd som kan tilldelas personer som gjort sig bemärkta inom det kommunala livet.